# BChO-2
Die BChO-2 ist ein Flugzeug der Royal Thai Aircraft Factory, das durch Umbau aus einer Aermacchi SF.260MT entstand. Das Flugzeug soll bei der Royal Thai Air Force als Schulungsflugzeug eingesetzt werden.

## Geschichte
Am 5. November 2007 wurde ein neuer Prototyp eines von der Royal Thai Aircraft Factory entwickelten Trainers vorgestellt. An der Vorstellung nahm auch Air Chief Marshal Chalit Pookpasuk teil. Das Projekt der Royal Thai Aircraft Factory begann im Jahr 2005 und wird mit Kosten von etwa 30 Millionen Baht angegeben. Die Maschine ist eine mit einem anderen Motor ausgerüstete Aermacchi SF.260MT, ein Typ, der schon seit längerer Zeit bei der Royal Thai Air Force in Verwendung steht. Die nach Abstimmung mit Aermacchi umgerüstete Maschine wird als Testflugzeug Nr. 2 (B.ChO.2) bezeichnet. Die Royal Thai Air Force gibt ihren Bedarf mit etwa 30 bis 40 Flugzeugen an.

## Betreiber
- Thailand

## Technische Daten
| Kenngröße             | Daten                                   |
| --------------------- | --------------------------------------- |
| Besatzung             | 2                                       |
| Passagiere            | –                                       |
| Länge                 | 7,10 m                                  |
| Spannweite            | 8,35 m                                  |
| Höhe                  | 2,41 m                                  |
| Flügelfläche          | 10,1 m²                                 |
| Flügelstreckung       | 6,9                                     |
| Leermasse             | 755 kg                                  |
| Startmasse            | 1.102 kg                                |
| Höchstgeschwindigkeit | 347 km/h                                |
| Dienstgipfelhöhe      | 5.790 m                                 |
| Reichweite            | 2.050 km                                |
| Triebwerke            | 1× Lycoming O-540-E4A5, 195 kW (260 PS) |
| Bewaffnung            | –                                       |